# Federación de Santa Gertrudis
La Federación de Santa Gertrudis (oficialmente en inglés: Federetion of St. Gertrude) es una federación de 12 monasterios de monjas benedictinas de vida apostólica y de derecho pontificio, fundada en 1937, a partir de la unión de tres monasterios de Estados Unidos. A las religiosas de este instituto se les conoce como benedictinas de santa Gertrudis y posponen a sus nombres las siglas O.S.B.

## Historia
La federación tiene su origen en la unión de tres monasterios benedictinos estadounidenses: el del Sagrado Corazón de Yankton, el de San Benito de Crookston y el del Sagrado Corazón de Garrison. Al inicio pretendieron la unión con la Congregación de Santa Escolástica, sin embargo, la Santa Sede se lo impidió porque diferían de actividades apostólicas. Los monasterios de la Congregación de Santa Escolástica se dedicaban a la educación, mientras que los tres ya mencionados, atendían hospitales. El 14 de marzo de 1937 recibieron la aprobación de la Congregación para los Religiosos para constituirse en Federación, y sus Constituciones fueron aprobadas definitivamente en 1950.

## Organización
La Federación de Santa Gertrudis está formada por 12 monasterios autónomos de monjas benedictinas, cada monasterio o un conjunto de estos forman un priorato, gobernado por una priora. A la cabeza de la Federación, con el título de presidente, está la priora del monasterio de Omaha, en Nebraska (Estados Unidos).
Las benedictinas de Santa Gertrudis se dedican a las actividades sanitarias en hospitales y clínicas, viven según la Regla de san Benito y pertenecen ala Confederación Benedictina. En 2015, eran unas 643 monjas, distribuidas en 12 monasterios, presentes en Canadá y Estados Unidos.